# Logozo
Logozo é o segundo álbum de estúdio lançado pela cantora, compositora e produtora beninense Angélique Kidjo. O álbum foi lançado no dia 1 de Janeiro de 1991, pela Mongo, selo da Universal Music Group. Assim como "Parakou", o álbum foi produzido por Jean Hébrail, que, ao lado de Angélique compôs 7 músicas das 10 do álbum, além dessas, Angélique Kidjo compôs, sozinha, a faixas "Ewa Ka Djo".

## Faixas
| N.º            | Título         | Compositor(es)                 | Duração |  |
| 1.             | "Batonga"      | Jean Hébrail e Angélique Kidjo | 4:31    |  |
| 2.             | "Tché-Tché"    | Jean Hébrail e Angélique Kidjo | 4:31    |  |
| 3.             | "Logozo"       | Jean Hébrail e Angélique Kidjo | 3:47    |  |
| 4.             | "Wé-Wé"        | Jean Hébrail e Angélique Kidjo | 4:20    |  |
| 5.             | "Malaika"      | Traditional                    | 4:13    |  |
| 6.             | "Ewa Ka Djo"   | Angélique Kidjo                | 4:15    |  |
| 7.             | "Kaléta"       | Jean Hébrail e Angélique Kidjo | 4:32    |  |
| 8.             | "Elédjiré"     | Jean Hébrail e Angélique Kidjo | 3:49    |  |
| 9.             | "Sénié"        | Bella e Belle Bellow           | 1:15    |  |
| 10.            | "Ekoléya"      | Jean Hébrail e Angélique Kidjo | 4:12    |  |
| Duração total: | Duração total: | Duração total:                 | 40:01   |  |